# Helena Pedersdotter Strange
Helena (Helene) Pedersdotter Strange, född cirka 1200, död cirka 1255 var dotter till den danske riddaren Peder Strangesson. Ätten antog senare namnet Ulfeldt.
Helena har påståtts ha varit gift med Knut Långe, denna uppgift anses osannolik. Knuts son Holmgers vapentäcke visar på att hans mor skall ha tillhört Bjälboätten.
Helena gifte sig, efter Knut långes död, med en Filip Laurensson.  År 1251 blev hon änka för andra gången.[källa behövs]